# Sellnickochthonius elisabethae
Sellnickochthonius elisabethae är en kvalsterart som beskrevs av Sandór Mahunka 1974. Sellnickochthonius elisabethae ingår i släktet Sellnickochthonius och familjen Brachychthoniidae. Inga underarter finns listade i Catalogue of Life.